# Oberonia griffithiana
Oberonia griffithiana är en orkidéart som beskrevs av John Lindley. Oberonia griffithiana ingår i släktet Oberonia och familjen orkidéer. Inga underarter finns listade i Catalogue of Life.